# ديمون ميس
ديمون ميس (بالإنجليزية: Damon Mays)‏ هو لاعب كرة قدم أمريكية أمريكي، ولد في 20 مايو 1968 في فينيكس في الولايات المتحدة.

## وصلات خارجية
- ديمون ميس على موقع مرجع كرة القدم المحترفة.كوم (الإنجليزية)